# Урлебен
Урлебен (нім. Urleben) — громада в Німеччині, розташована в землі Тюрингія. Входить до складу району Унструт-Гайніх. Складова частина об'єднання громад Бад-Теннштедт.
Площа — 8,13 км2. Населення становить 376 ос. (станом на 31 грудня 2021).